# Heimo Korth
Heimo Korth är en amerikansk man boende i norra Alaska. Han och hans hustru Edna är de enda stadigvarande bosatta i Arctic National Wildlife Refuge. De bor längs Coleen floden, strax söder om Brooks Range, och flyttar säsongsvis mellan olika stugor. De strävar efter att vara självförsörjande, de jagar och fiskar sin egen mat.
1980 etablerade president Jimmy Carter Arctic National Wildlife Refuge. Samtidigt beslutades att endast de sex familjer av vita nybyggare som redan bodde där fick fortsätta bo i naturreservatet. Numer är det bara Korth och hans familj som är kvar.
Korths livsstil kom till allmänhetens kännedom 2004 med boken The Final Frontiersman av James Campbell. Sedan dess har ett antal dokumentärer gjorts om dem. Exempelvis filmen Heimo's Arctic Refuge (2009) av Vice, samt teveserien The Last Alaskans (2015) på Discovery Channel.